# U-20サッカー日本代表の試合結果
U-20サッカー日本代表の試合結果（アンダートゥエンティサッカーにほんだいひょうのしあいけっか）は、U-20サッカー日本代表が出場した試合の一覧である。

## 試合日程・結果

### 2023年
2023年では、この年代はU-20代表となる。
| 開催日  | 結果 | スコア                               | 対戦チーム     | 開催国・都市                | 試合名                                     |
| ------- | ---- | ------------------------------------ | -------------- | --------------------------- | ------------------------------------------ |
| 3月3日  | ○    | 2 - 1 レポート                       | 中華人民共和国 | ウズベキスタン タシュケント | AFC U20アジアカップ・ グループステージ     |
| 3月6日  | ○    | 3 - 0 レポート                       | キルギス       | ウズベキスタン タシュケント | AFC U20アジアカップ・ グループステージ     |
| 3月9日  | ○    | 1 - 2 レポート                       | サウジアラビア | ウズベキスタン タシュケント | AFC U20アジアカップ・ グループステージ     |
| 3月12日 | ○    | 2 - 0 レポート                       | ヨルダン       | ウズベキスタン タシュケント | AFC U20アジアカップ・ 準々決勝             |
| 3月15日 | △    | 2 – 2 (延長) ( 3 – 5 (p) レポート    | イラク         | ウズベキスタン タシュケント | AFC U20アジアカップ・ 準決勝               |
| 5月21日 | ○    | 1 - 0 レポート (FIFA) レポート (JFA) | セネガル       | アルゼンチン ラプラタ       | FIFA U-20ワールドカップ ・グループステージ |
| 5月24日 | ●    | 1 - 2 レポート (FIFA) レポート (JFA) | コロンビア     | アルゼンチン ラプラタ       | FIFA U-20ワールドカップ ・グループステージ |
| 5月27日 | ●    | 1 - 2 レポート (FIFA) レポート (JFA) | イスラエル     | アルゼンチン メンドーサ     | FIFA U-20ワールドカップ ・グループステージ |

出典: 試合日程・結果 (2023年), 日本サッカー協会

### 2024年
2024年では、この年代はU-19代表となる。
| 開催日   | 結果 | スコア                     | 対戦チーム                        | 開催国 ・都市                          | 試合名                                         | ハイライト動画                                          |
| -------- | ---- | -------------------------- | --------------------------------- | -------------------------------------- | ---------------------------------------------- | ------------------------------------------------------- |
| 3月21日  | ○    | 3 - 1 レポート             | ヨルダン                          | ヨルダン アンマン                      | 国際親善試合                                   |                                                         |
| 3月23日  | △    | 2 - 2 レポート             | シリア                            | ヨルダン アンマン                      | 国際親善試合                                   |                                                         |
| 3月25日  | ●    | 0 - 2 レポート             | ヨルダン                          | ヨルダン アンマン                      | 国際親善試合                                   |                                                         |
| 6月4日   | ●    | 3 - 4 レポート             | イタリア                          | フランス ヴィトロル                    | モーリスレベロ トーナメント ・グループステージ |                                                         |
| 6月8日   | ○    | 4 - 1 レポート             | インドネシア                      | フランス フォス＝シュル ＝メール       | モーリスレベロ トーナメント ・グループステージ |                                                         |
| 6月10日  | ●    | 1 - 2 レポート             | ウクライナ                        | フランス オバーニュ                    | モーリスレベロ トーナメント ・グループステージ |                                                         |
| 6月12日  | ○    | 1 - 0 レポート             | パナマ                            | フランス サロン＝ド＝ プロヴァンス     | モーリスレベロ トーナメント ・グループステージ |                                                         |
| 6月14日  | ○    | 3 - 1 レポート             | メキシコ                          | フランス マルモール＝ シュル＝コレーズ | モーリスレベロ トーナメント ・5/6位決定戦      |                                                         |
| 9月25日  | ○    | 2 - 0 レポート             | トルクメニスタン                  | キルギス ビシュケク                    | AFC U20アジアカップ ・予選                     | ハイライト(Kyrgyz Sport TV) フルマッチ(Kyrgyz Sport TV) |
| 9月27日  | ○    | 6 - 0 レポート             | ミャンマー                        | キルギス ビシュケク                    | AFC U20アジアカップ ・予選                     | ハイライト(Kyrgyz Sport TV) フルマッチ(Kyrgyz Sport TV) |
| 9月29日  | △    | 1 - 1 レポート             | キルギス                          | キルギス ビシュケク                    | AFC U20アジアカップ ・予選                     | ハイライト(Kyrgyz Sport TV) フルマッチ(Kyrgyz Sport TV) |
| 11月13日 | △    | 0 - 0 レポート             | クラブ・ウニベルシダ ・ナシオナル | メキシコ メキシコシティ                | 国際親善試合                                   |                                                         |
| 11月16日 | △    | 1 - 1 ( 2 - 1 (p) レポート | メキシコ                          | メキシコ メキシコシティ                | 国際親善試合                                   |                                                         |
| 11月19日 | ○    | 3 - 1 レポート             | ベネズエラ                        | メキシコ メキシコシティ                | 国際親善試合                                   |                                                         |

出典: 試合日程・結果 (2024年), 日本サッカー協会

### 2025年
2025年では、この年代はU-20代表となる。
| 開催日  | 結果 | スコア                          | 対戦チーム       | 開催国 ・都市                          | 試合名                                         | ハイライト動画                      |
| ------- | ---- | ------------------------------- | ---------------- | -------------------------------------- | ---------------------------------------------- | ----------------------------------- |
| 2月14日 | ○    | 3 - 0 レポート                  | タイ             | 中国 深圳                              | AFC U20アジアカップ グループステージ           | AFC Asian Cup DAZN Japan            |
| 2月17日 | △    | 2 - 2 レポート                  | シリア           | 中国 深圳                              | AFC U20アジアカップ グループステージ           | AFC Asian Cup DAZN Japan            |
| 2月20日 | △    | 1 - 1 レポート                  | 韓国             | 中国 深圳                              | AFC U20アジアカップ グループステージ           | AFC Asian Cup DAZN Japan            |
| 2月23日 | △    | 1 – 1(延長) ( 4 – 3(p) レポート | イラン           | 中国 深圳                              | AFC U20アジアカップ 準々決勝                   | AFC Asian Cup DAZN Japan            |
| 2月26日 | ●    | 0 – 2 レポート                  | オーストラリア   | 中国 深圳                              | AFC U20アジアカップ 準決勝                     | AFC Asian Cup DAZN Japan            |
| 3月20日 | ○    | 3 – 1 レポート                  | フランス         | スペイン ベニドルム                    | 国際親善試合                                   |                                     |
| 3月24日 | △    | 1 – 1 ( 3 – 2 (p) レポート      | アメリカ合衆国   | スペイン ベニドルム                    | 国際親善試合                                   |                                     |
| 6月4日  | ○    | 2 - 0 レポート                  | コンゴ共和国     | フランス フォス＝シュル＝メール        | モーリスレベロ トーナメント ・グループステージ | ハイライト(ABEMA) フルマッチ(ABEMA) |
| 6月7日  | △    | 1 – 1 ( 3 – 4 (p) レポート      | メキシコ         | フランス アヴィニョン                  | モーリスレベロ トーナメント ・グループステージ | ハイライト(ABEMA) フルマッチ(ABEMA) |
| 6月10日 | ●    | 0 - 3 レポート                  | デンマーク       | フランス オーバーニュ                  | モーリスレベロ トーナメント ・グループステージ | ハイライト(ABEMA) フルマッチ(ABEMA) |
| 6月14日 | ●    | 2 - 3 レポート                  | マリ             | フランス マルモール＝ シュル＝コレーズ | モーリスレベロ トーナメント ・5/6位決定戦      |                                     |
| 9月27日 |      | - レポート                      | エジプト         | チリ · サンティアゴ                    | FIFA U-20ワールドカップ ・グループステージ     |                                     |
| 9月30日 |      | - レポート                      | チリ             | チリ · サンティアゴ                    | FIFA U-20ワールドカップ ・グループステージ     |                                     |
| 10月3日 |      | - レポート                      | ニュージーランド | チリ · バルパライソ                    | FIFA U-20ワールドカップ ・グループステージ     |                                     |

出典: 試合日程・結果 (2025年), 日本サッカー協会